# 가시사과
가시사과는 가지과의 식물이다.

## 특징
가시사과의 키는 3m까지 자라고 줄기에는 가시가 있다. 잎은 길쭉한 피침형으로 둥근편이다. 길이는 20~30cm이고 너비는 3~6cm이다. 잎의 앞면과 뒷면에는 털이 있으며 잎 전체가 회녹색이다. 꽃은 보라색이고 꽃잎은 5개로 끝이 뾰쪽하고 뒤로 젖혀져있다. 중심에는 노란색 수술이 모여 볼록 튀어나와 있으며, 꽃이 지면 지름 6cm의 열매가 노란색으로 익는다.

## 갤러리

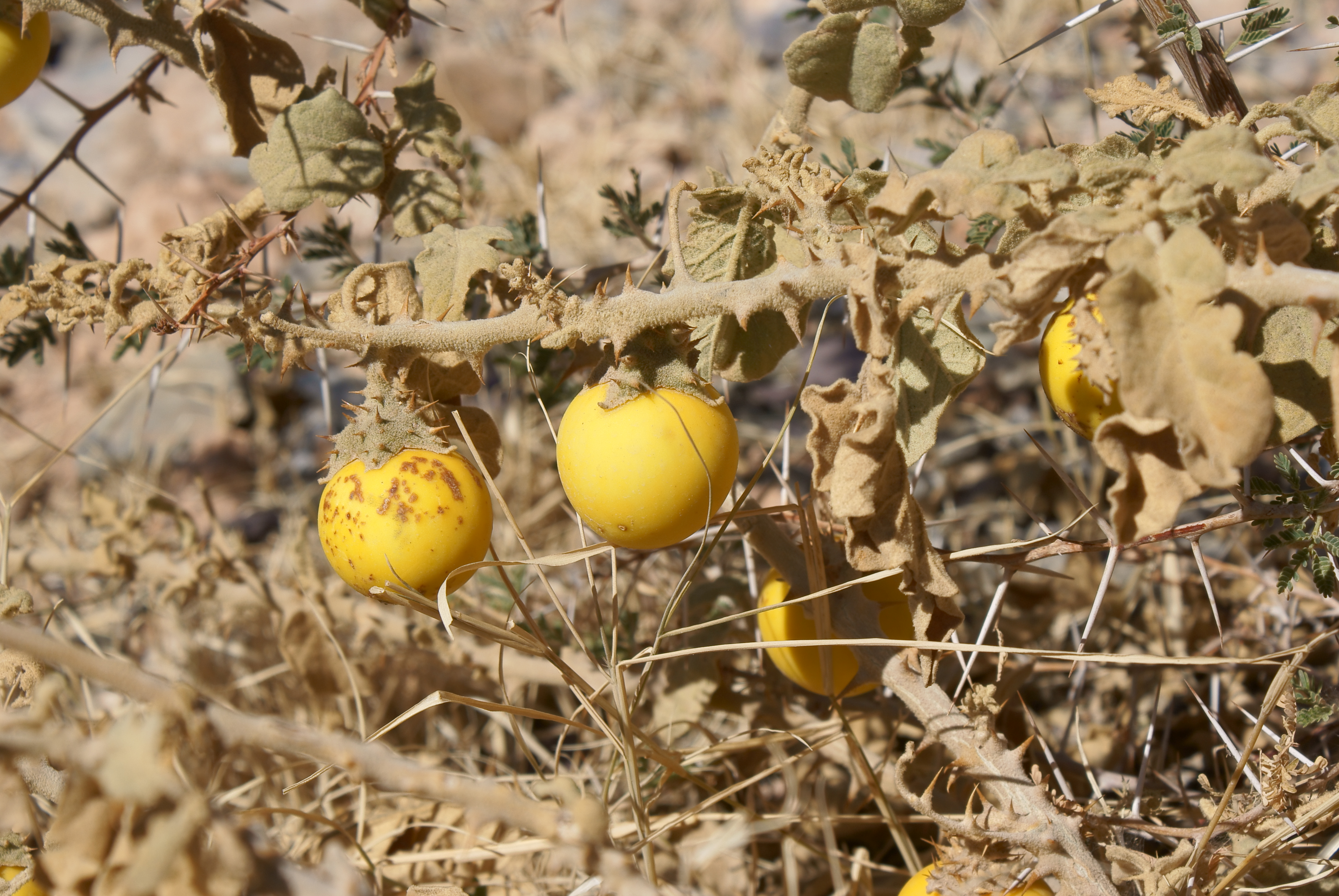
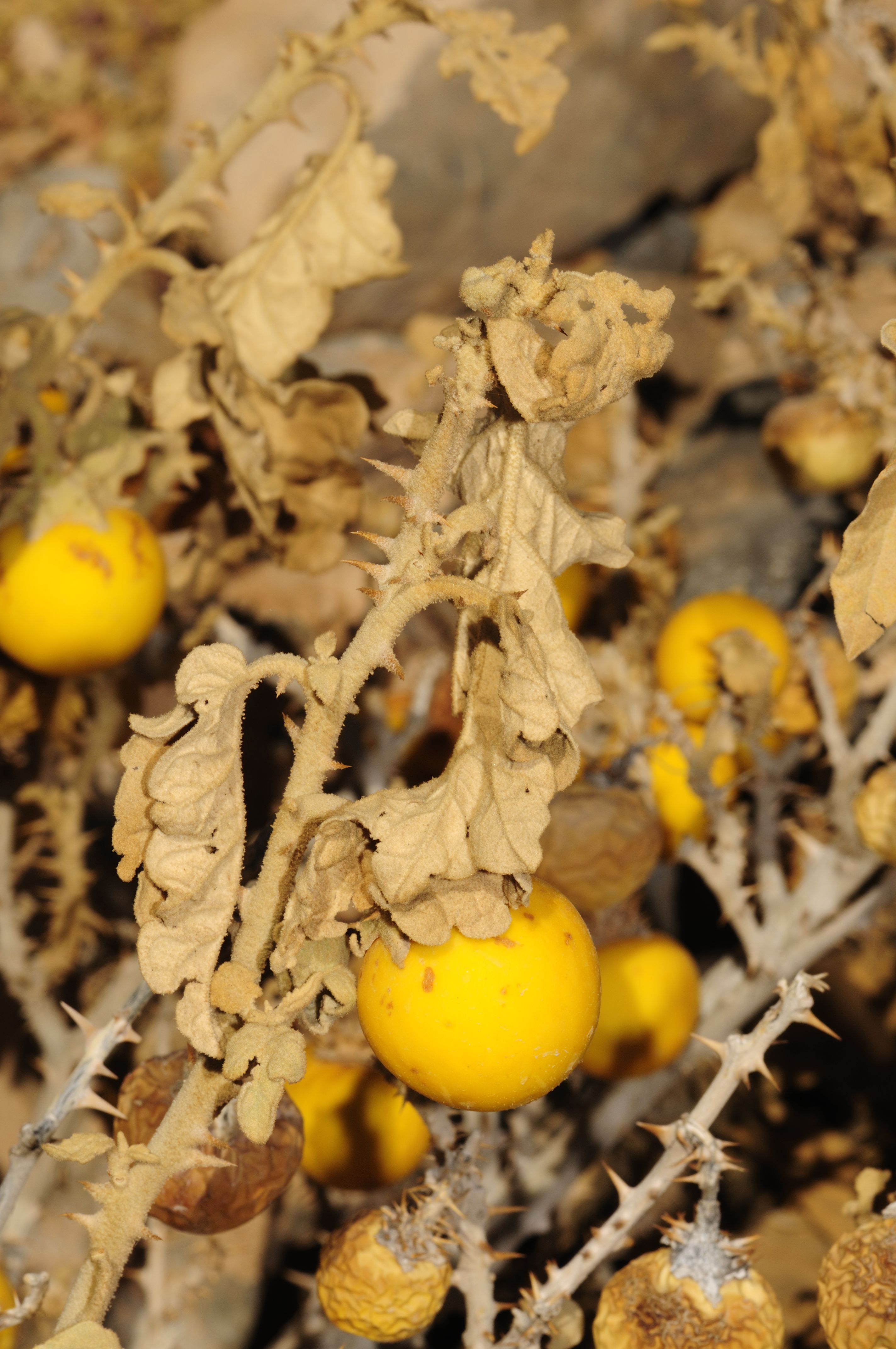
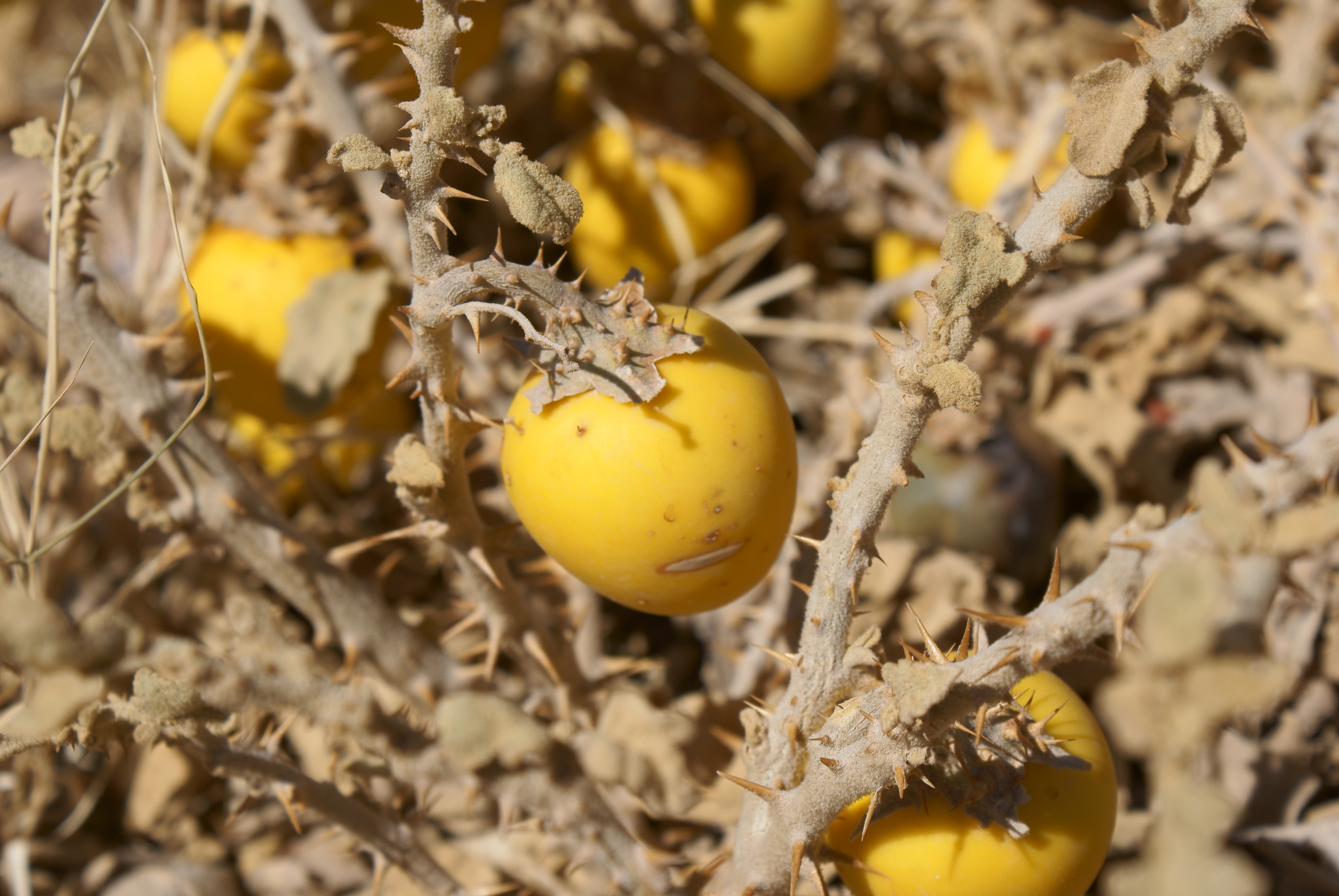
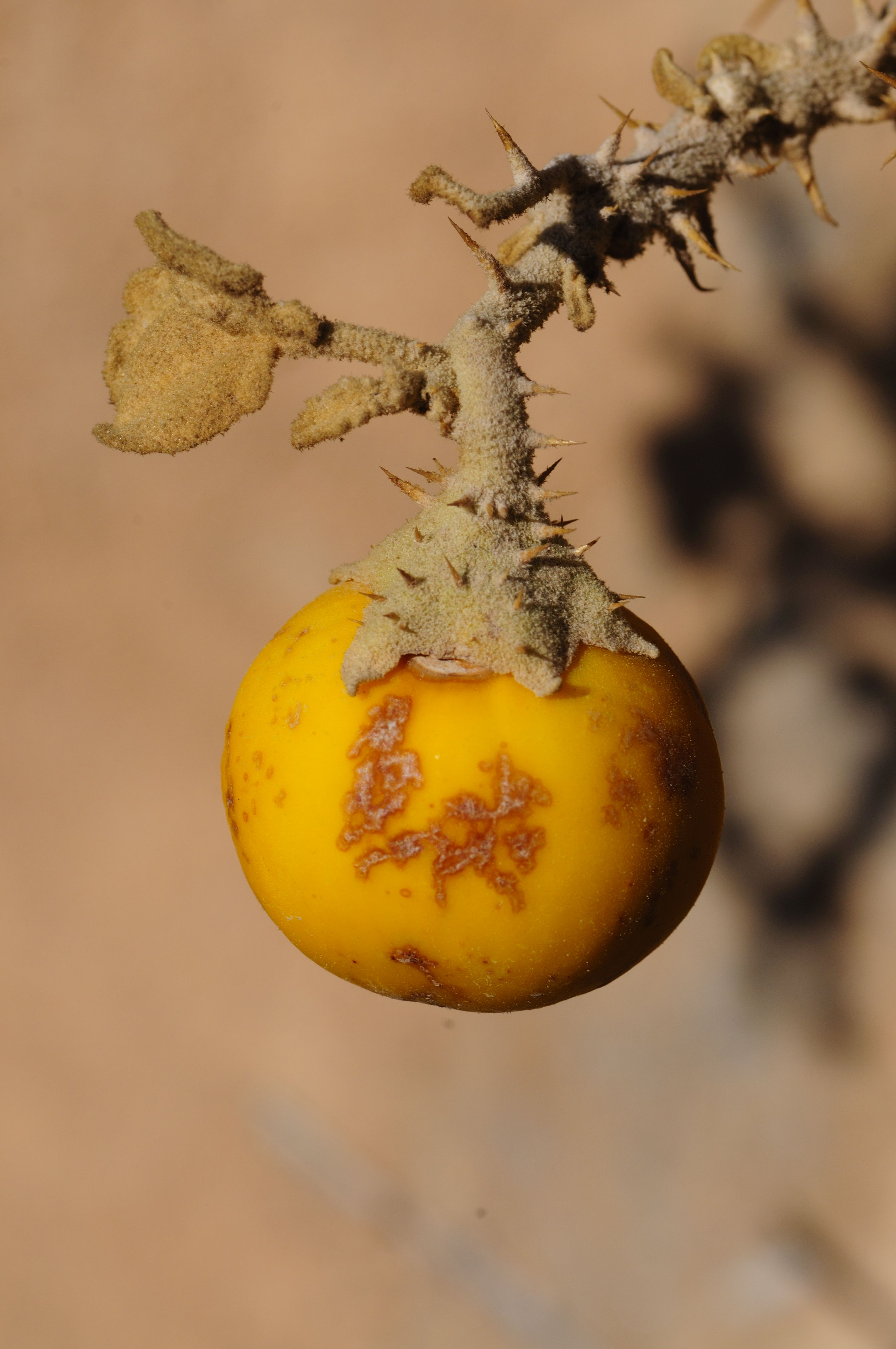
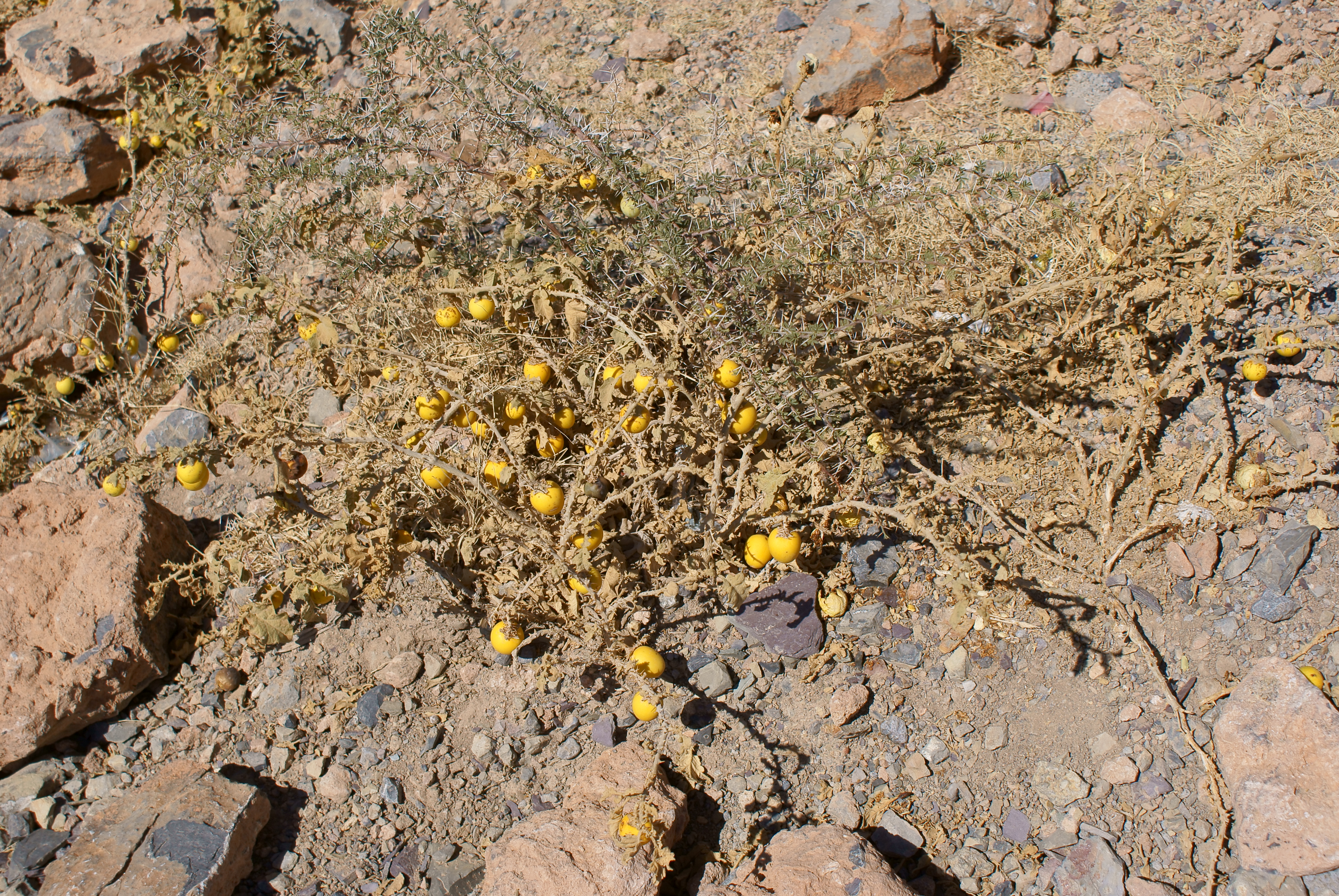
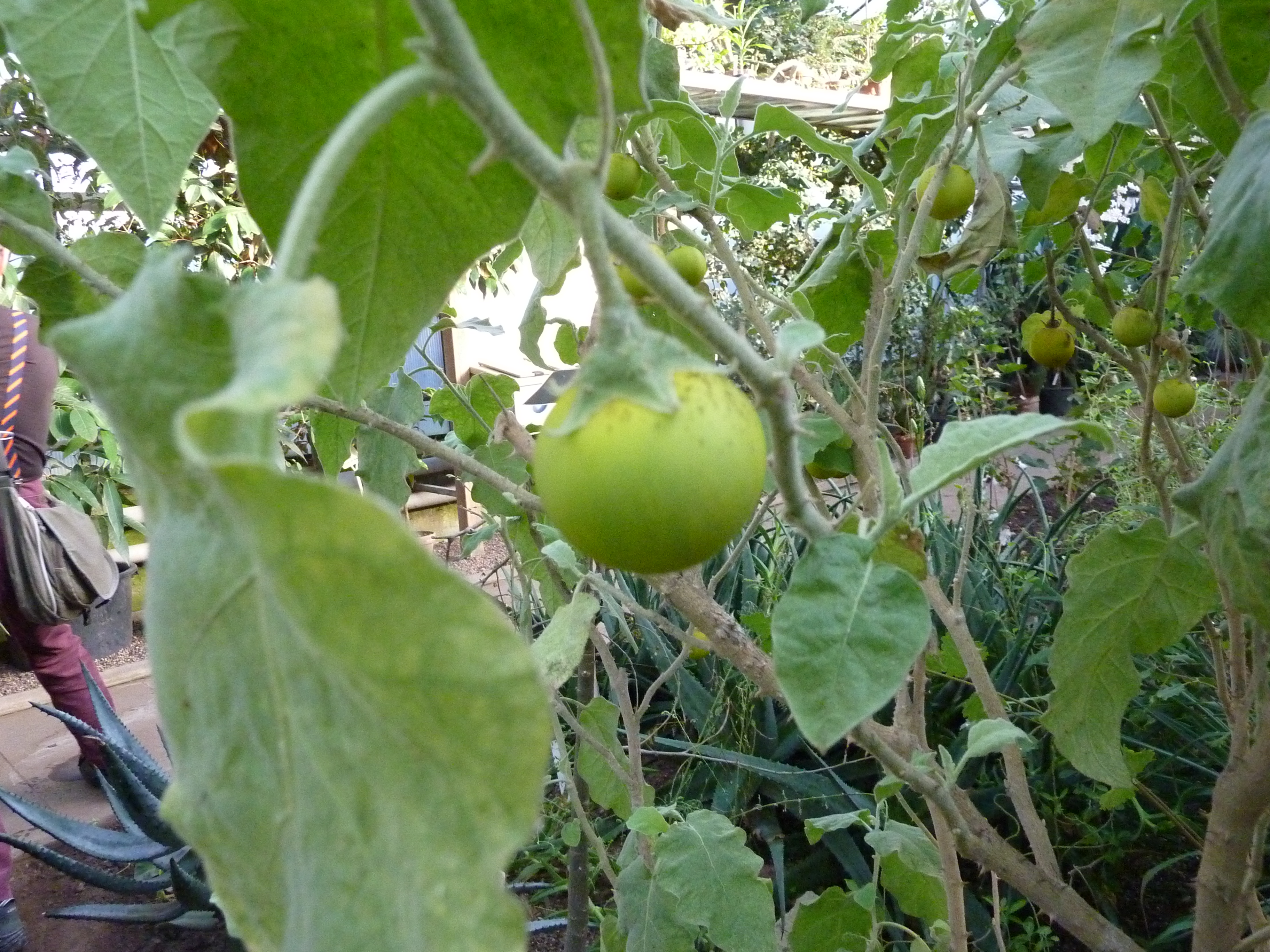